# Ергомышев, Андрей Григорьевич
Андре́й Григо́рьевич Ергомы́шев (1761—1835) — военный деятель Российской империи, капитан 2-го ранга Российского императорского флота, кавалер ордена Святого Георгия 4 степени.

## Биография
Ергомышев Андрей Григорьевич родился в 1761 году в семье унтер-офицера. В 1771 году в возрасте 10 лет Андрей Григорьевич стал канониром морской артиллерии, получив через год, в 1772 году, звание капрала. В 1774 году Ергомышев получил звание каптенармуса, в 1777 году звание сержанта. С 1778 года по 1785 год Ергомышев Андрей Григорьевич служил в Балтийском флоте и участвовал в кампаниях на различных судах. В 1783 году получил звание констапеля.
В 1785 году Андрей Ергомышев был отправлен в Таганрогский порт, где занимал различные должности и работал в сфере обеспечения флота — содержание артиллерии, снарядов, материалов и прочего. В том же 1785 году получил звание унтер-лейтенанта, в 1789 году — лейтенанта, а в 1791 году — капитан-лейтенанта.
В 1798 году Ергомышев покитул Таганрогский порт и участвовал в кампании на гребном флоте. В 1800 году покинул действующую армию и был приписан на суше. В чине капитана 2 ранга 26 ноября 1808 года Ергомышев Андрей Григорьевич за выслугу лет был награждён орденом Святого Георгия 4-го класса. В 1810 году командовал морской артиллерийской командой гребного флота, расквартированной в городе Николаеве. Андрей Григорьевич Ергомышев умер в 1835 году в возрасте 74 лет.

## Семья
У Андрея Григорьевича Ергомышева и его жены Анны Ивановны было пятеро детей:
- Григорий Андреевич Ергомышев (род. до 1800);
- Наталья Андреевна Ергомышева (род. в 1788);
- Мария Андреевна Ергомышева (род. в 1793);
- Василий Андреевич Ергомышев (умер 12 марта 1853) — морской офицер;
- Лев Андреевич Ергомышев (1808—1860) — морской офицер.